# Western Union 92 Code
Der 92 Code von Western Union war eine Auflistung von Abkürzungen. Dabei wurden wichtige Sätze, die im Telegraphenverkehr immer wieder benutzt wurden, einfach durch Zahlen abgekürzt. Beispielsweise genügte es dann, statt eines Hinweises wie „Vertraulich, in verschlossenem Umschlag zustellen“ (englisch „Private, deliver in sealed envelope“) hier einfach nur die Zahl 29 zu senden. So konnte man Zeit und Kosten sparen.

## Hintergrund
In den 1850er-Jahren wurden Nachrichten über die damals hochmodernen Telegraphenleitungen übertragen, also durch Kabel, die über Land an Telegraphenmasten oberirdisch gezogen wurden. Etwas später kamen auch Seekabel zum Einsatz. Der Nachrichteninhalt wurde dabei im Morsecode von Hand mithilfe einer Morsetaste gesendet. Diese Technik erlaubte eine nur relativ bescheidene Übertragungsgeschwindigkeit von etwa sechzig Buchstaben pro Minute (60 BpM). Um mehr Information in gegebener Zeit übermitteln zu können, verringerte man die in Standardtexten vorhandene Redundanz durch Verwendung geeigneter Abkürzungen oder durch  speziell kreierte Codes.
Anders als in der Kryptographie dienten die Codes hier nicht zur Geheimhaltung von Botschaften (siehe auch: Codebuch), sondern sie wurden benutzt, um die Textlänge zu verkürzen und damit die Übertragungsrate von Information zu erhöhen. Auch ließen sich so die Telegramm-Gebühren senken.

## Geschichte
Nachdem im Jahr 1851 die Western Union Company ursprünglich als US‑amerikanische Telegraphengesellschaft (englisch Telegraph Company) gegründet worden war, führte sie 1859 den 92 Code als ihren neuen Übertragungsstandard ein. Dieser bestand aus einer tabellarischen Auflistung von „Phrasen“, also Wörtern, Satzteilen oder Sätzen, die im täglichen Arbeitsalltag der Telegraphisten häufig benutzt wurden. Den zunächst 92 Phrasen (daher der Name) wurden einfach aufsteigend Zahlen zugeordnet, sie wurden also von 1 bis 92 durchnummeriert.
Ein berühmtes Beispiel für solch eine Phrase und die dazugehörige Zahl ist 73 mit der Bedeutung „Best regards“  („Viele Grüße“). Diese hat zumindest im Amateurfunk bis in die heutige Zeit überlebt und wird dort gerne als übliche Schlussformel benutzt (siehe auch: Liste von Abkürzungen im Amateurfunk).

## Tabelle
Die präzisen Bedeutungen der einzelnen Zahlen änderten sich im Laufe der Jahrzehnte mehr oder weniger. Auch wurden von Zeit zu Zeit oder je nach Anwendungsbereich einige weitere Nummern und Phrasen neu eingefügt oder als veraltet fallengelassen. Insofern dient die folgende Liste hier vor allem zur Illustration und erhebt keinen Anspruch auf Vollständigkeit oder absolute Exaktheit.
| 1  | Wait a minute.                        | 25  | Busy on another wire.                     |
| 2  | Very Important.                       | 26  | Put on ground wire.                       |
| 3  | What time is it?                      | 27  | Priority, very important.                 |
| 4  | Where shall I go ahead?               | 28  | Do you get my writing?                    |
| 5  | Anything? (Have you business for me?) | 29  | Private, deliver in sealed envelope.      |
| 6  | I am ready.                           | 30  | No more – the end.                        |
| 7  | Are you ready?                        | 31  | Form 31 train order.                      |
| 8  | Close your key, stop breaking.        | 32  | I understand that I am to ....            |
| 9  | Priority business. Wire Chief’s call. | 33  | Answer is paid.                           |
| 10 | Keep this circuit closed.             | 34  | Message for all officers.                 |
| 12 | Do you understand?                    | 35  | You may use my signal to answer this.     |
| 13 | Understand?                           | 37  | Inform all interested.                    |
| 14 | What is the weather?                  | 39  | Important, with priority on through wire. |
| 15 | For you and others to copy.           | 44  | Answer promptly by wire.                  |
| 17 | Lightning here.                       | 55  | Important.                                |
| 18 | What's the trouble?                   | 73  | Best Regards.                             |
| 19 | Form 19 train order.                  | 77  | I have a message for you.                 |
| 21 | Stop for meal.                        | 88  | Love and kisses.                          |
| 22 | Wire test.                            | 91  | Superintendent’s signal.                  |
| 23 | All stations copy.                    | 92  | Deliver Promptly.                         |
| 24 | Repeat this back.                     | 134 | Who is at the key?                        |